# Goniobranchus annulatus
Goniobranchus annulatus (Eliot, 1904) è un mollusco nudibranchio della famiglia Chromodorididae.

## Descrizione
Corpo caratterizzato dal cerchio violaceo attorno al ciuffo branchiale e ai rinofori. La colorazione è molto simile a Hypselodoris ghardaqana, Hypselodoris pulchella e Hypselodoris imperialis.

## Distribuzione e habitat
Specie diffusa nel Oceano Indiano.